# Stupeň B1032 Falconu 9
Stupeň B1032 Falconu 9 je první stupeň rakety Falcon 9 vyráběné společností SpaceX. Poprvé tento první stupeň letěl při misi NROL-76, kdy úspěšně vynesl tajnou sledovací družici americké vládní agentury a následně přistál na ploše Landing Zone 1. Následně byl stupeň zrenovován a byl znovu použit při misi SES-16. Stupeň byl při druhém letu viditelně použitý, protože nebyl znovu natřen bílou barvou.
Při druhém letu se neuskutečnilo přistání na plošině ASDS, ale pouze testovací přistání na mořské hladině, protože společnost už nemá důvod zachraňovat stupně vývojové verze Block 3. Stupeň i tak ale přistání přečkal a ploval na hladině. Bylo zvažováno jeho odtažení do přístavu, ale ještě než tak bylo učiněno byl stupeň zničen.

## Historie letů
| Číslo použití | Datum startu (UTC) | Let číslo | Náklad            | Start | Místo startu | Přistání | Místo přistání | Poznámky     |
| ------------- | ------------------ | --------- | ----------------- | ----- | ------------ | -------- | -------------- | ------------ |
| 1             | 1. května 2017     | 33        | NROL-76           |       | KSC LC-39A   |          | LZ-1           |              |
| 2             | 31. ledna 2018     | 48        | SES-16 (GovSat-1) |       | CCAFS LC-40  |          |                | Bez přistání |